# Teliamura
Teliamura is een nagar panchayat (plaats) in het district Khowai van de Indiase staat Tripura. 

## Demografie
Volgens de Indiase volkstelling van 2001 wonen er 19.606 mensen in Teliamura, waarvan 51% mannelijk en 49% vrouwelijk is. De plaats heeft een alfabetiseringsgraad van 81%. 